# Triều đại Wattasid
Triều đại Wattasid là một triều đại cai trị vương quốc Fes, là một vương quốc cai trị vùng Ma-rốc hiện tại với thành phố Fes là thủ đô. Nó được thành lập vào năm 1472 khi Abu Abd Allah al-Sheikh Muhammad ibn Yahya lật đổ vua Muhammad ibn Ali Joutey-Idrisi, nhưng được triều đại Saadi được thành lập vào năm 1509 để kiểm soát phần phía nam của Ma-rốc và triều đại Wattasid thống trị phần phía bắc của Ma-rốc. Năm 1554, chủ quyền của Ma-rốc đã hoàn toàn bị tước đoạt quyền lực bởi người Saadi.

## Quốc vương kế tiếp
- 1472-1504: Abu Abd Allah al-Sheikh Muhammad ibn Yahya
- 1504-1526: Abu Abd Allah al-Burtuqali Muhammad ibn Muhammad
- 1526-1526: Abu al-Hasan Abu Hasan Ali ibn Muhammad
- 1526-1545: Abu al-Abbas Ahmad ibn Muhammad
- 1545-1547: Nasir ad-Din al-Qasri Muhammad ibn Ahmad
- 1547-1549: Abu al-Abbas Ahmad ibn Muhammad
- 1554-1554: Abu al-Hasan Abu Hasun Ali ibn Muhammad